# Project Troy
Das Project Troy (in Anspielung auf „Trojanisches Pferd“) war ein amerikanisches Forschungsprojekt für die Psychologische Kriegsführung gegen die Sowjetunion im Kalten Krieg.

## Ziel
Das in den 50er Jahren gegründete Projekt war als sozialwissenschaftliche Variante des Manhattan-Projekts angelegt. Man suchte eine strategisch-psychologische Superwaffe die einen Atomkrieg gegen die Sowjetunion ersetzen könne.
Leiter war Clyde Kluckhohn. In Verbindung mit dem Projekt standen Lloyd Viel Berkner, Jerome Bruner, Max Millikan, Hans Speier, Robert K. Merton, McGeorge Bundy, George F. Kennan und Paul Nitze.

## Methode
Kluckhohn wandte sich gegen die Vorstellung eines totalitären sowjetischen Monolithen, sondern ging von einem komplexen System aus, bei dessen inneren Spannungen man ansetzen könne um „clique against clique, leader against leader“ auszuspielen. Dazu waren detaillierte und intime Kenntnis der politischen und kulturellen Besonderheiten des Zielobjekts erforderlich. Man wollte sich in den Gegner hinein versetzen und aus sich selbst heraus verstehen. Der Planer des psychologischen Krieges sollte sogar über echte Raffinesse im stalinistischen Denken verfügen. Grundlagen dafür arbeitete Herbert Marcuse, den Kluckhohn 1953 nach Harvard holte, in seinem Buch „Soviet Marxism“ aus, welches das sowjetische Regime auf Grundlage marxistischer Kategorien untersuchte.
Die Ergebnisse wurden im „Project Troy“-Report festgehalten. Die Empfehlungen des Projekts wurden auch von Präsident Harry S. Truman berücksichtigt.